# Sowetoupproret
Sowetoupproret eller Sowetokravallerna var en rad var en rad demonstrationer och protester ledda av svarta skolbarn i Sydafrika som började på morgonen den 16 juni 1976.
Elever från olika skolor började protestera på gatorna i Soweto som svar på införandet av afrikaans som undervisningsspråk i svarta skolor. Uppskattningsvis deltog att 20 000 elever i protesterna. De möttes av våldsam polisbrutalitet och många sköts och dödades. Antalet döda uppskattas vanligtvis till 176, men vissa källor uppskattar så många som 700 dödsfall. Till minne av dessa händelser är den 16 juni nu en allmän helgdag i Sydafrika, kallad Youth Day.

## Protester och eftermäle
Protesterna var riktade mot Nationalistpartiet och dess apartheidpolitik. Den utlösande faktorn var utbildningsminister Andries Treurnicht språkreform från 1974, som syftade till att ge afrikaans och engelska jämlik status som undervisningspråk i svarta skolor. Sambandet mellan afrikaans och apartheid fick svarta sydafrikaner att föredra engelska och beslutet var djupt impopulärt. Desmond Tutu, biskop i Lesotho och senare ärkebiskop, kallade afrikaans för "förtryckarens språk". Också lärarorganisationer, såsom African Teachers Association of South Africa, motsatte sig beslutet 
På morgonen den 16 juni 1976 gick mellan 10 000 och 20 000 svarta elever från sina skolor till Orlando Stadium för att demonstrera mot att tvingas använda afrikaans i skolan. Demonstrationen slogs våldsamt ned. Bland de första elever som sköts ihjäl var den 15-årige Hastings Ndlovu och den 12-årige Hector Pieterson, som sköts på Orlando West High School. Fotografen Sam Nzima tog ett fotografi av en döende Hector Pieterson när han fördes bort av Mbuyisa Makhubo och åtföljdes av sin syster, Antoinette Pieterson. Bilden blev sedan en symbol för Soweto-upproret.
Många vita sydafrikaner var upprörda över regeringens agerande i Soweto. Dagen efter massakern marscherade omkring 400 vita studenter från University of the Witwatersrand genom Johannesburgs centrum i protest mot dödandet av barn. Svarta arbetare gick ut i strejk och anslöt sig allteftersom kampanjen fortskred. Upplopp bröt också ut i svarta townships i andra städer i Sydafrika.
Studentorganisationer förvandlade ungdomarnas energi och ilska till politiskt motstånd. Studenter i Tembisa organiserade en framgångsrik och ickevåldslig solidaritetsmarsch, men en liknande protest som hölls i Kagiso ledde till att polisen stoppade en grupp deltagare, tvingade dem att dra sig tillbaka och dödade minst fem personer. 
Det mesta av blodsutgjutelsen hade avtagit i slutet av 1976, då dödssiffran låg på mer än 600.
De fortsatta sammandrabbningarna i Soweto orsakade ekonomisk instabilitet. Den sydafrikanska randen devalverades snabbt, och regeringen kastades in i en kris.
FN:s säkerhetsråd fördömde snabbt premiärminister Johannes Vorsters agerande i resolution 392.